# Патриот (стихотворение)
„Патриот“ е стихотворение от Христо Ботев.
Издавано е 3 пъти, като редакциите са, както следва:
- I редакция – в. „Будилник“, бр. 2 от 10 юни 1873 г.;
- II редакция – „Песни и стихотворения“, 1875 г.

## Текст
Патриот е – душа дава
за наука, за свобода;
но не свойта душа, братя,
а душата на народа!
И секиму добро струва,
само, знайте, за парата,
като човек – що да прави?
продава си и душата.
И е добър християнин:
не пропуща литургия;
но и в черква затуй ходи,
че черквата ѝ търговия!
И секиму добро струва,
само, знайте, за парата,
като човек – що да прави?
залага си и жената.
И е човек с добро сърце:
не оставя сиромаси;
но не той вас, братя, храни,
и вий него със трудът си!
И секиму добро струва,
само, знайте, за парата,
като човек – що да прави?
изяда си и месата.